# Sverdrup (enhet)
Sverdrup (Sv) är inom oceanografi en enhet för flöde som motsvarar en miljon kubikmeter vatten per sekund. Sverdrup är inte en SI-enhet. Det genomsnittliga vattenflödet i jordens samtliga floder är omkring 1 Sv, och kan under snösmältning och årstidsbundna regnväder uppgå till 2 Sv. Floridaströmmen har ett genomsnittligt flöde på 30 Sv, och Golfströmmens maximala flöde har beräknats till 150 Sv.
Enheten har fått sitt namn efter den norske oceanografen Harald Ulrik Sverdrup. Förkortningen Sv är också förkortningen för den härledda SI-enheten sievert.